# Herul phumun tal
A Herul phumun tal, angol címén Moon Embracing the Sun, alternatív angol címein: The Moon That Embraces the Sun, The Sun and the Moon (hangul: 해를 품은 달, RR: Haereul Pum-eun Dal) 2012-ben bemutatott dél-koreai történelmi fantasysorozat, melynek forgatókönyve Csong Ungvol (정은궐, Jung Eun-gwol) azonos című regénye alapján készült, Kim Szuhjon (Kim Soo-hyun), Han Gain, Csong Iru (Jung Il-woo) és Kim Minszo (Kim Min-seo) főszereplésével. Az MBC csatorna saját, korhű történelmi díszletekkel teli MBC Dramia stúdiójában forgatták Kjonggi (Gyeonggi)ban. A történet egy fiktív Csoszon (Joseon)-kori király és egy sámánnőként élő korábbi koronahercegnő szerelméről szól.
A sorozat rendkívül népszerű volt, 40% fölötti nézettséggel zárt, nyolc ázsiai országnak adták el és sztárrá tette a főszereplő Kim Szuhjon (Kim Soo-hyun)t.
A Moon Embracing the Sun az MBC Drama Awardson nyolc díjat nyert, a rangos Paeksang Arts Awardson pedig az év legjobb sorozata díját is megkapta, Kim Szuhjon (Kim Soo-hyun) pedig a legjobb televíziós színész díját is elvihette.
A sorozat alapjául szolgáló regényből musical is készült.

## Történet
Szongdzso (Seongjo) királynak három gyermeke van, az egyik ágyasától született Jangmjong herceg (Yang-myeong herceg), a 15 éves trónörökös I Hvon (Lee Hwon) és legkisebb lánya, Minhva (Min-hwa). A királynak nincs könnyű dolga gyermekeivel, legidősebb fia szinte elmenekül a palotából, mert azt hiszi, apja az öccsét preferálja, a trónörökös lázadó természetű és önfejű, a hercegnő pedig hisztis és akaratos. 

Jo Dzsingu (Yeo Jin-goo) és Kim Judzsong (Kim Yoo-Jung) mint a fiatal I Hvon (Lee Hwon) és Ho Jonu (Heo Yeon-u)

Az állami hivatalnoki vizsga eredményének kihirdetésére a palotába érkezik Ho Jonu (Heo Yeon-u), akinek bátyja, Jom (Yeom) első helyezést ért el a konfuciuszi vizsgatételekben. Véletlenül összetalálkozik I Hvon (Lee Hwon)nal, aki épp titokban szökni próbál a palotából, hogy megkeresse rég látott bátyját. A lány először tolvajnak hiszi a fiút, aki nem árulja el neki valódi kilétét és azt hazudja, ő is az egyik vizsgázó rokona. Jonu (Yeon-u) bátyját kéri fel a király a trónörökös tanítására, aki először ezt zokon veszi, amikor azonban kiderül, hogy a fiú Jonu (Yeon-u) testvére, azonnal megkedveli tanárát.
Nem sokkal később az Anyakirálynő úgy dönt, ideje kezébe venni a hatalmat, és biztosítani klánja számára a befolyást a palotában, ezért kiválasztja az egyik hozzá hű miniszter lányát, Jun Bogjong (Yoon Bo-gyeong)ot Hvon (Hwon) leendő feleségének és a palotába hozatja Minhva (Min-hwa) hercegnő társalkodónőjének. Csakhogy a király tisztában van anyja szándékaival és az őhozzá hűséges Ho (Heo) miniszter lányát is megteszi társalkodónőnek, aki nem más, mint Jonu (Yeon-u). A két fiatal így ismét találkozik, és bimbódzó szerelmük tovább bontakozik a palota falain belül. Bogjong (Bo-gyeong) végtelenül féltékeny a lányra, és további komplikációk is akadnak: Jangmjong herceg (Yang-myeong herceg) szintén Jonu (Yeon-u)t szereti, meg is kéri apját, hogy engedélyezze a lánykérést, aki azt feleli, gondolkodik rajta, nem tudván, hogy kisebbik fiának is ez a lány tetszik. Amikor Hvon (Hwon) kérelmezi, hogy Bogjong (Bo-gyeong) helyett Jonu (Yeon-u) legyen a feleségjelölt számára, a király elutasítja a kérést, azzal, hogy az Anyakirálynő joga eldönteni. Hvon (Hwon) cselhez folyamodik és a Szonggjungvan (성균관, Sungkyunkwan) tudósaihoz fordul, akiknek petícióját törvény szerint a királynak meg kell hallgatnia. A tudós hallgatók követelik, hogy a leendő király feleségét tisztességes módszerrel válasszák ki, és ne az Anyakirálynő dönthesse el politikai érdekekből. A király elfogadja a petíciót és az ország 12–16 év közötti lányai között meghirdeti a koronahercegnő-választást, amelyet a minden szempontból kifogástalan, gyönyörű és fiatal kora ellenére is igen bölcsen gondolkodó Jonu (Yeon-u) nyer meg, elnyerve a király szimpátiáját.
Jonu (Yeon-u)t koronahercegnővé nevezik ki és megkezdődnek az esküvő előkészületei. Az Anyakirálynő azonban nem hagyja annyiban a dolgot, megparancsolja az udvari sámánok vezetőjének, hogy fekete mágiával betegítse és ölje meg a lányt, hogy az általa preferált Bogjong (Bo-gyeong) lehessen a koronahercegnő. Csang Nogjong (Jang Nok-young) sámán vonakodva bár, de megteszi, amit parancsolnak neki, és Jonu (Yeon-u) édesapja karjai között meghal, Bogjong (Bo-gyeong) pedig, mint második helyezett a választáson, átveszi a helyét és szerelmét gyászoló Hvon (Hwon) felesége lesz. A fősámán azonban évekkel korábban megígérte kivégzett legjobb barátnőjének, hogy megvédi Jonu (Yeon-u)t, ezért elárulja az apjának, hogyan törheti meg a lányt megölő gonosz varázslatot. Jonu (Yeon-u) visszatér hát a halálból, azonban emlékei eltűntek. Vol (Wol) néven, sámánként él tovább, míg egy napon az eső elől az úton lévő Hvon (Hwon), immár királyként, az ő házába menekül be. 
Vol (Wol) a palotába kerül sámánnak, ahol szembe kell néznie az Anyakirálynővel, a pozícióját féltő Bogjong (Bo-gyeong)gal és annak apjával, Hvon (Hwon) pedig nyomozni kezd Jonu (Yeon-u) halálának körülményei után, mivel Vol (Wol) annyira hasonlít a lányra. Közben pedig az udvarban szövetkezni kezdenek a politikai erők a fiatal király eltávolítására.

## Szereplők
Kim Szuhjon ( 김수현, Kim Soo-hyun) mint I Hvon (이훤, Lee Hwon) (gyermekszínész: Jo Dzsingu ( 여진구, Yeo Jin-goo)): A címbéli „Nap”, Csoszon trónörökös hercege, majd királya. A tanulni nem akaró, a palotából állandóan szökni próbáló herceg véletlenül találkozik az okos és gyönyörű Jonu (Yeon-u)val, akibe beleszeret. Jonu (Yeon-u) halála után cinikus és rideg király válik belőle, akinek feleségül kell vennie a számító Jun Bogjong (Yoon Bo-gyeung)ot.
Han Gain (한가인) mint Ho Jonu (허연우, Heo Yeon-u), később Vol (월, Wol) (gyermekszínész: Kim Judzsong (김유정, Kim Yoo-Jung)): A címbéli „Hold”, születési nevének jelentése „ködös eső”. Nemesi család sarja, kiváló tanuló bátyja mellett ő is remek oktatást kapott, okos és bölcs. Véletlenül találkozik a trónörökössel, aki végül koronahercegnővé választja, ám az anyakirályné intrikái miatt átokkal megbetegítik és megölik. A sírból visszatérve Vol (Wol) (Hold) néven sámánként él, nem emlékezve múltjára, mígnem egyszer újra összetalálkozik az immár király I Hvon (Lee Hwon)nal.
Csong Iru (정일우, Jung Il-woo) mint Jangmjong herceg (양명군, Yang-myeong herceg) (gyermekszínész: I Minho (이민호, Lee Minho)): A „második Nap”, I Hvon (Lee Hwon) bátyja, féltestvére, akivel apjuk, a király keményen bánik, hogy kisebbik fia trónöröklését védje, ezért a fiú inkább a palotán kívül keresi a boldogulást. Jonu (Yeon-u) bátyjának jó barátja és viszonzatlanul szerelmes a lányba, akinek halála után végtelen szomorúságba esik.
Kim Minszo (김민서, Kim Min-seo) mint Jun Bogjong (윤보경, Yoon Bo-gyeong) (gyermekszínész: Kim Szohjon (김소현, Kim So-hyun)): A tükör, mely Hold szeretne lenni, Bogjong (Bo-gyeong) ambiciózus és törtető, akinek már gyermekkorában megtanította az apja a palotabeli intrikákat. Kívülről kedvesnek és jóságosnak tűnik, azonban egyetlen célja királynévá válni I Hvon (Lee Hwon) oldalán.

### Királyi család és udvartartás
- Kim Jonge (김영애, Kim Young-ae) mint Anyakirályné (Tevang tebi (Daewang daebi), 대왕대비), Szongdzso (Seongjo) anyja
- An Neszang (안내상, Ahn Nae-sang) mint Szongdzso (성조, Seongjo) király, I Hvon (Lee Hwon) apja
- Nam Bora (남보라) mint Minhva (Min-hwa) hercegnő (민화공주) (gyerekszínész: Csin Dzsihi (진지희, Jin Ji-hui))
- Szong Dzserim (송재림, Song Jae-rim) mint Kim Dzseun (김제운, Kim Jae-un) (gyermekszínész: I Vongun (이원근, Lee Won-geun): Jangmjong (Yang-myeong) és Jom (Yeom) barátja, kiváló katona
- Kim Szongjong (김선경, Kim Sun-kyung) mint Királyné, I Hvon (Lee Hwon) anyja
- Kim Jerjong (김예령, Kim Ye-ryeong) mint Pak (Park) asszony, Jangmjong (Yang-myeong) herceg anyja
- Csong Unphjo (정은표, Jung Eun-pyo) mint Hjongszon (형선, Hyeong-seon): I Hvon (Lee Hwon) személyi eunuchja

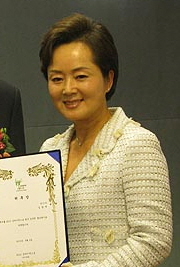
Kim Jonge (Kim Young-ae)
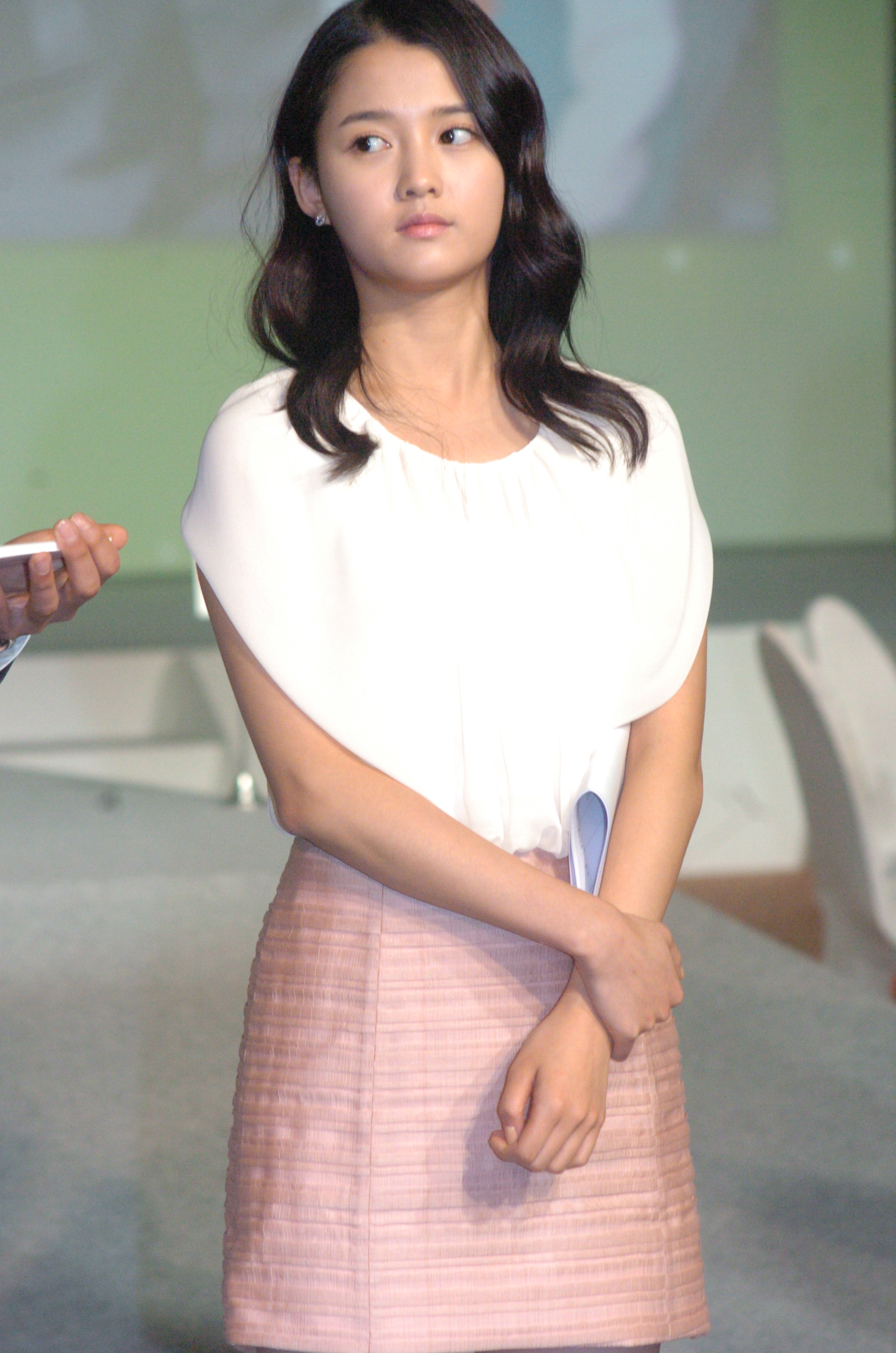
Nam Bora
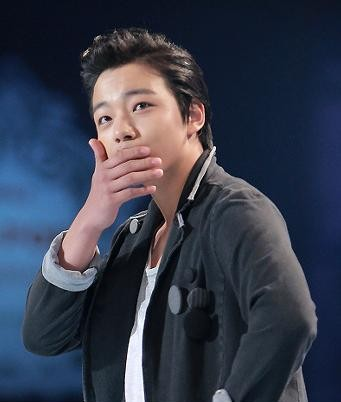
Jo Dzsingu (Yeo Jin-goo)

### Szongszucshong(성수청,Seongsucheong)

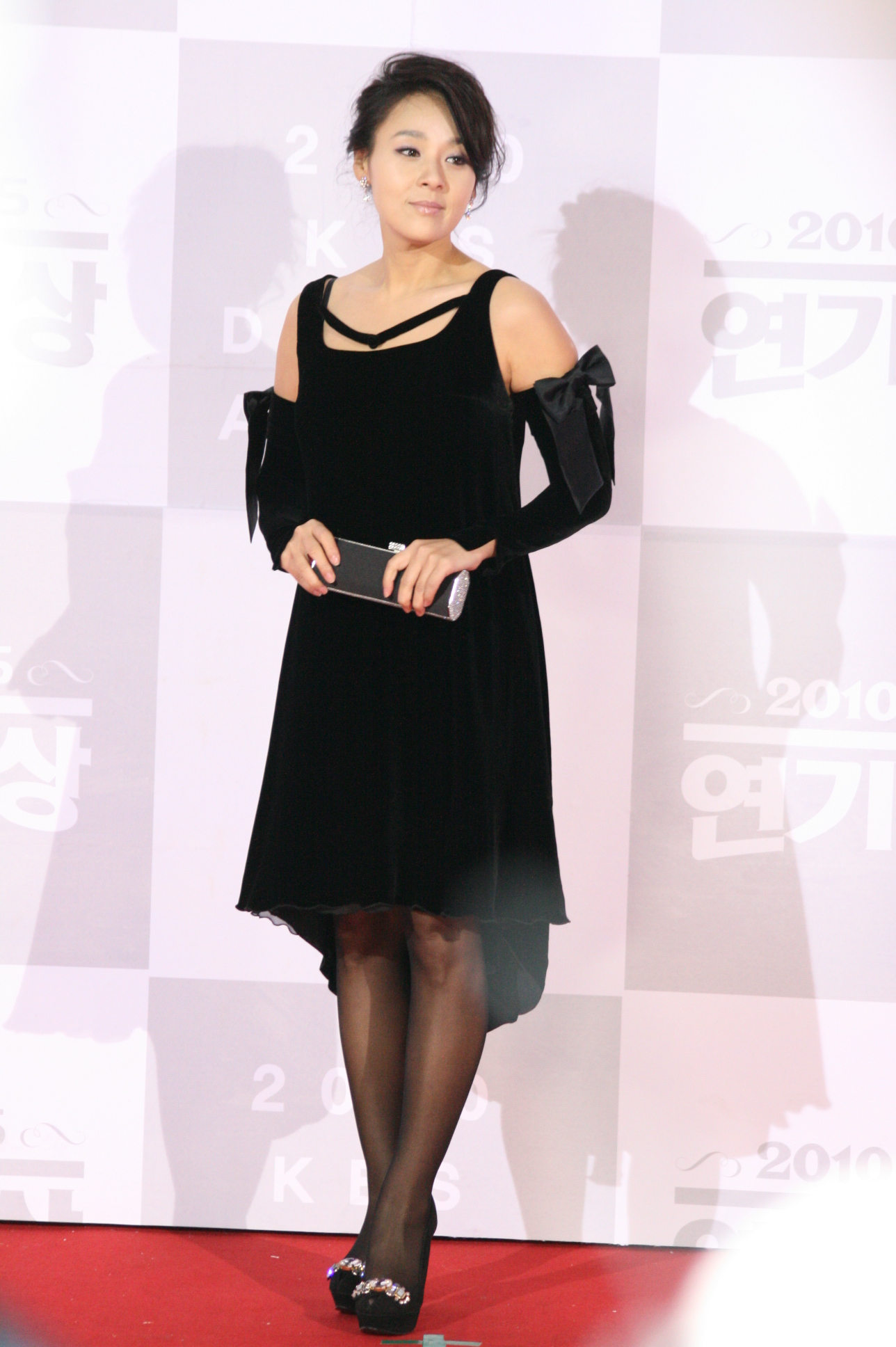
Cson Miszon (Jeon Mi-seon)

- Cson Miszon (전미선, Jeon Mi-seon) mint Csang Nogjong (장녹영, Jang Nok-young)): sámán, a Szongszucshong (Seongsucheong), a sámánok hivatalának fősámánja.
- Pe Nuri (배누리, Bae Nu-ri) mint Csansil (잔실, Jan-sil) (gyermekszínész: Cso Mina ( 조민아, Jo Min-a)): sámán
- Csang Jongnam ( 장영남, Jang Yeong-nam) mint Ari (아리): sámán volt, aki előre látta Jonu (Yeon-u) és I Hvon (Lee Hwon) szerelmét, még mielőtt megszülettek volna. Szemtanúja volt egy gyilkosságnak, amit az Anyakirályné rendelt el, emiatt üldözték, és a Jonu (Yeon-u)val állapotos Sin asszony mentette meg az életét. Ari megesküdött, hogy megvédi a gyermeket, ám elkapták és végül kivégezték, utolsó kérése barátnője, Csang Nogjong (Jang Nok-young) felé az volt, védje meg helyette a lányt.

### Ho(Heo)klán
- Szonu Dzsedok (선우재덕 , Sunwoo Jae-duk) mint Ho Jongdzse (허영재, Heo Young-jae): Jonu (Yeon-u) és Jom (Yeom) édesapja, miniszter
- Jang Migjong (양미경, Yang Mi-gyeong) mint Sin asszony: Jonu (Yeon-u) és Jom (Yeom) édesanyja
- Szong Dzsehi (송재희 , Song Jae-hui) mint Ho Jom (허염, Heo Yeom) (gyermekszínész: Im Sivan (임시완, Yim Si-wan)): Jonu (Yeon-u) bátyja, kiváló fiatal tudós, akit I Hvon (Lee Hvon) tanárává neveznek ki. Húga halálát követően Minhva (Min-hwa) hercegnő férje lesz.
- Jun Szunga (윤승아, Yoon Seung-ah) mint Szol (설, Seol) (gyermekszínész: Szo Dzsihi (서지희, Seo Ji-hui)): Jonu (Yeon-u) szolgálólánya, később harcosnő, aki Vol (Wol)t védelmezi.

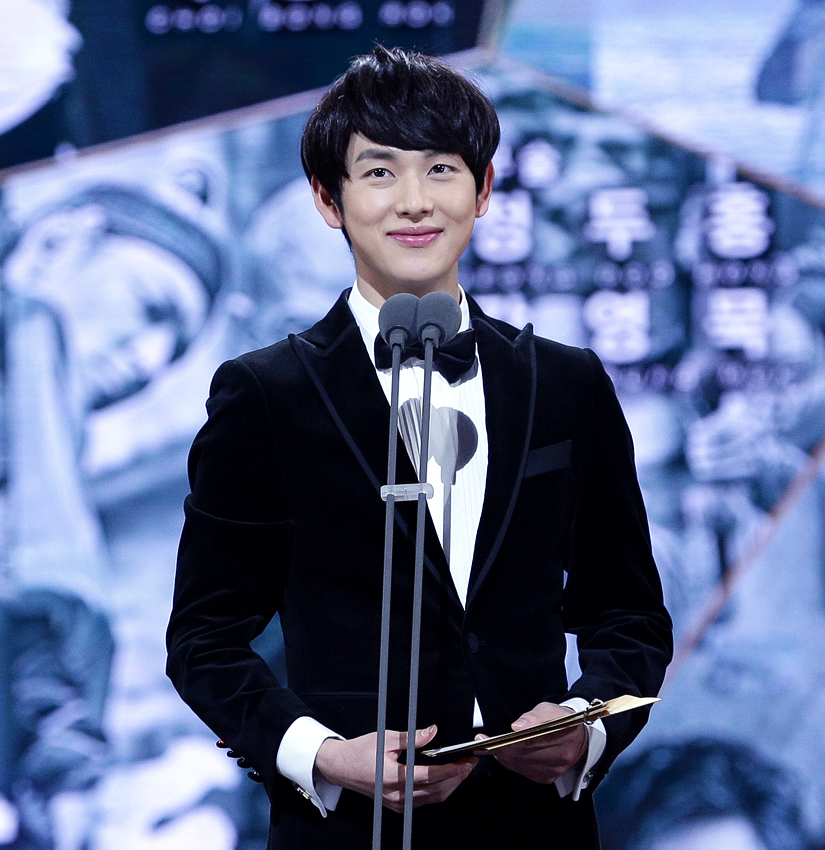
Im Sivan (Yim Si-wan)
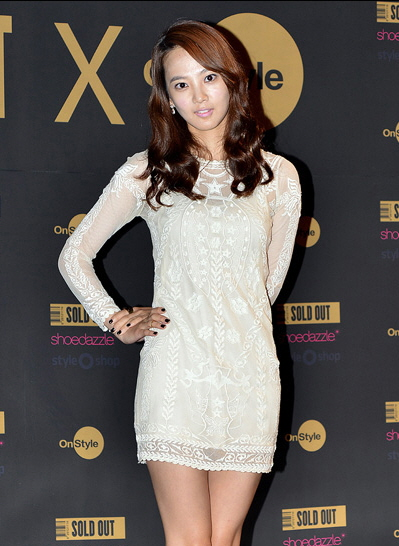
Jun Szunga (Yoob Seung-ah)
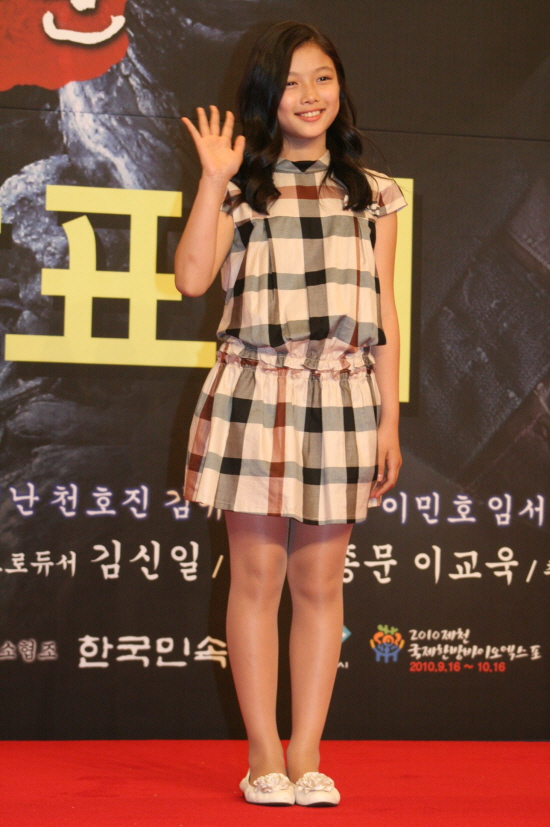
A fiatal Jonu (Yeon-u)t alakító Kim Judzsong (Kim Yoo-Jung)

### Jun(Yoon)klán
- Kim Ungszu (김응수, Kim Eung-soo) mint Jun Dehjong (윤대형, Yoon Dae-hyung): Jun Bogjong (Yoon Bo-gyeong) apja, miniszter
- Csang Hiszu (장희수, Jang Hee-soo) mint Kim asszony, Bogjong (Bo-gyeong) anyja

## Háttér és forgatás

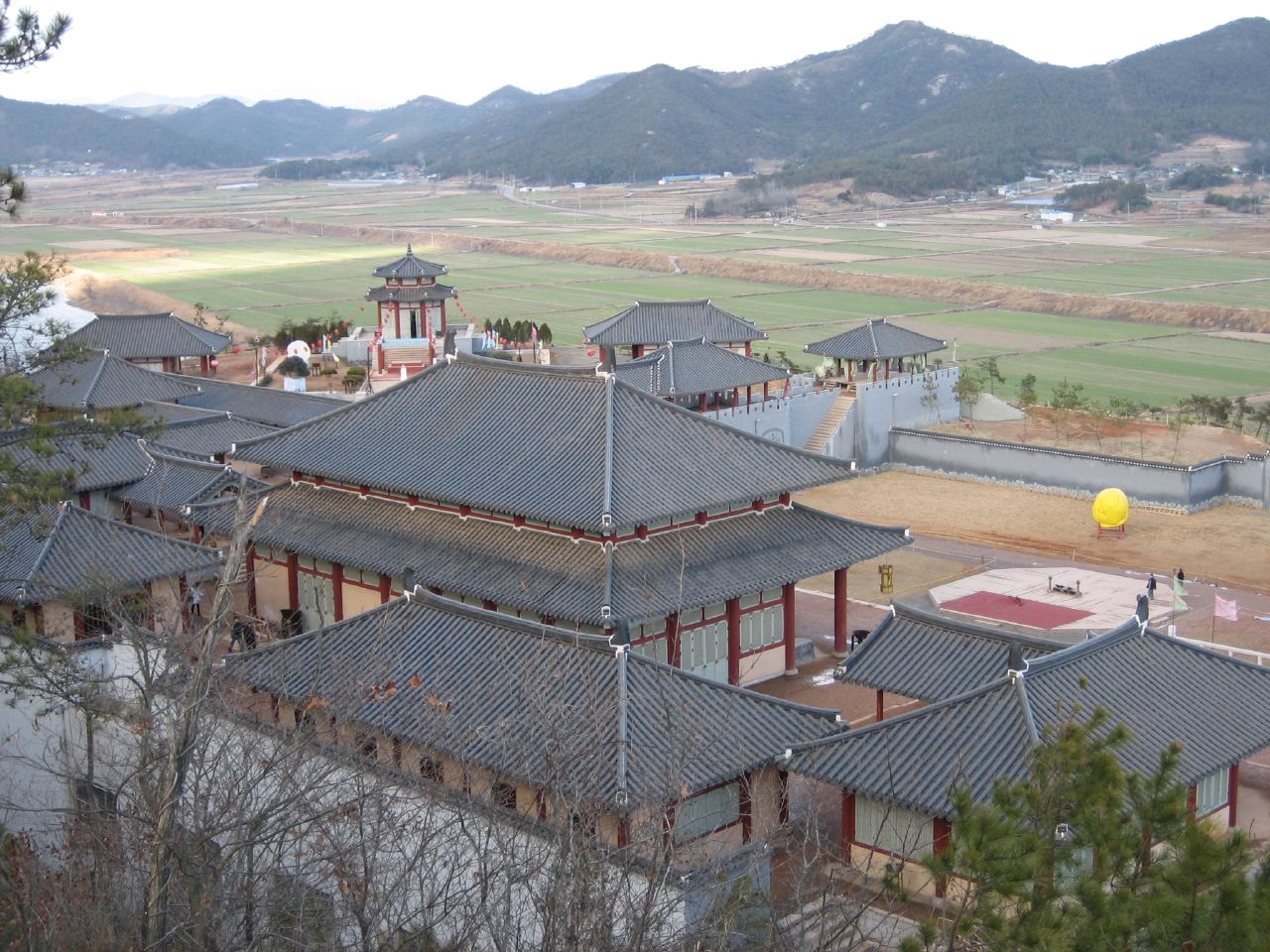
MBC Dramia

A sorozatot Csong Ungvol (Jung Eun-gwol), a Sungkyunkwan Scandal szerzőjének azonos című regénye alapján készítették. A forgatást 2011 novemberben kezdték meg a gyermekszereplőkkel, a főszereplők december végén csatlakoztak a produkcióhoz. Han Gain közvetlenül az Architecture 101 című mozifilm befejezését követően, azonnal a sorozat forgatásába kezdett. A férfi főszerepre eredetileg Pak Sihu (Park Si-hoo)t, Szong Dzsunggi (Song Joong-gi)t, illetve Pak Jucshon (Park Yoo-chun)t gondolták a producerek, azonban mindannyian épp más projekteken dolgoztak. Bár Kim Szuhjon (Kim Soo-hyun) is felmerült, elsőre nem tudtak megegyezni az ügynökségével, így csaknem kihúzták a listáról, végül a színész maga győzte meg a menedzsmentjét arról, hogy mindenképp szeretné eljátszani a szerepet. A forgatás idején rendkívül hideg téli idővel kellett a színészeknek és a stábnak megküzdeni a számos kültéri jelenetben.
A sorozat fő forgatási helyszíne a Jongin (Yongin)ban (Kjonggi (Gyeonggi) tartomány) található MBC Dramia stúdió volt, ahol a palotajeleneteket vették fel. Ezen felül forgattak a Koreai Szabadtéri Néprajzi Múzeumban, ahol a piactéri jeleneteket, a köznéppel kapcsolatos jeleneteket és az éjszakai felvételeket készítették el. Jonu (Yeon-u) családjának háza a Dél-Kjongszang (Dél-Gyeongsang) tartománybéli Hadongban található Cshöcshamphandek (최참판댁, Choichampandaek) hanok, melyet Pak Kjongni (박경리, Park Kyung-ni) Thodzsi (토지, Toji) című regényéből készült sorozathoz építettek.
2012 februárjában elterjedt a hír, miszerint a sorozatot meghosszabbítanák négy résszel, a produkciós cég azonban később közölte, hogy az eredeti tervek mellett maradnak, és a sorozat húsz epizóddal zárul. Az eredetileg március 8-i befejezést egy héttel ki kellett tolni, mert a rendező Kim Dohun (Kim Do-hoon) csatlakozott az MBC producereinek sztrájkjához. Emiatt azon a héten két különkiadást vetítettek, melyek nézettsége így is meghaladta az azonos időben más csatornákon vetített programokét.
A főszereplők hanbok öltözékeit I Jonghi (Lee Yeonghui) tervezte.

## Zene
| 1.  | 시간을 거슬러 Siganul koszullo (Siganeul goseulleo) (Vissza az időben)                                                 | Siam (시암)                                                                | Siam, Mengi (Meng이)                                       | Lyn                        | 03:32 |
| 2.  | 달빛이 지고 Tal picshi csigo (Dal bichi jigo) (A holdfényben)                                                          | Han Szangvon (한상원, Han Sang-won), Pan Hjongmun (반형문, Ban Hyeong-mun) | Han Szangvon (Han Sang-won), Pan Hjongmun (Ban Hyeong-mun) | HeOra                      | 03:40 |
| 3.  | 눈물길 Nunmulgil (Könnyek útja)                                                                                        | Wheesung                                                                   | Wheesung, Munha (문하)                                     | Wheesung                   | 03:50 |
| 4.  | 그림자 Kurimdzsa (Geurimja) (Árnyék)                                                                                   | Han Szangvon (Han Sang-won), Pan Hjongmun (Ban Hyeong-mun)                 | Han Szangvon (Han Sang-won), Pan Hjongmun (Ban Hyeong-mun) | Monday Kiz                 | 03:57 |
| 5.  | 해를 품은 달 Herul phumun tal (Haereul pumeun dal) (A Napot átölelő Hold)                                              |                                                                            |                                                            |                            | 02:05 |
| 6.  | 숨은 달 Szumun tal (Sumeun dal) (Rejtett Hold)                                                                         |                                                                            |                                                            |                            | 03:01 |
| 7.  | 꽃잎처럼, 불꽃처럼 Kkotipcshorom, pulkkotcshorom (Kkotipcheoreom, bulkkotcheoreom) (Akár a virágszirom, akár a lángok) |                                                                            |                                                            |                            | 04:05 |
| 8.  | 애지애가 Edzsiega (Aejiaega) (Szerelmes elégia)                                                                        |                                                                            |                                                            |                            | 02:38 |
| 9.  | 궐 Kvol (Gwol) (Palota)                                                                                                |                                                                            |                                                            |                            | 02:28 |
| 10. | 장명루 Csangmjongnu (Jangmyeongnu) (Szerencsekarkötő)                                                                  |                                                                            |                                                            |                            | 02:46 |
| 11. | 저자거리 Csodzsagori (Jeojageori) (Piacutca)                                                                           |                                                                            |                                                            |                            | 01:55 |
| 12. | 위령제 Ürjongdzse (Wiryeongje) (Hódolat a szellemeknek)                                                                |                                                                            |                                                            |                            | 03:01 |
| 13. | 두개의 태양과 하나의 달 Tugei thejanggva hanai tal (Duge-ui taeyanggwa hana-ui dal) (Két Nap és egy Hold)              |                                                                            |                                                            |                            | 02:10 |
| 14. | 은월각 Unvolgak (Eunwolgak) (Rejtett Hold Udvar)                                                                       |                                                                            |                                                            |                            | 02:20 |
| 15. | 연우 내리다 Jonu nerida (Yeonu naerida) (Esik a ködös eső (Jonu (Yeon-u)))                                             |                                                                            |                                                            |                            | 03:24 |
| 16. | 태양의 눈물 Thejangi nunmul (Taeyang-ui nunmul) (A Nap könnyei)                                                        |                                                                            |                                                            |                            | 02:26 |
| 17. | 궁의 아침 Kungi acshim (Gung-ui achim) (Reggel a palotában)                                                            |                                                                            |                                                            |                            | 02:51 |
| 18. | 달빛의 노래 Talbicshi nore (Dalbich-ui norae) (A Hold dala)                                                            |                                                                            |                                                            |                            | 01:43 |
| 19. | 흑주술 Hukcsuszul (Heukjusul) (Fekete mágia)                                                                           |                                                                            |                                                            |                            | 01:45 |
| 20. | 나비의 춤 Nabi-i cshum (Nabi-ui chum) (Pillangók tánca)                                                                |                                                                            |                                                            |                            | 02:14 |
| 21. | 그대 한 사람 Kude han szaram (Geudae han saram) (Egyedül ő)                                                            | Kim Cshangnak (김창락, Kim Chang-nak)                                      | Kim Cshangnak (Kim Chang-nak)                              | Kim Szuhjon (Kim Soo-hyun) | 03:53 |

## Nemzetközi sugárzás
2012 márciusában a sorozatot nyolc ázsiai országnak (Japán, Thaiföld, Hongkong, Szingapúr, Tajvan, Malajzia, Indonézia, Fülöp-szigetek) adták el. Az MBC csatorna legtöbb profitot termelő sorozata volt, a rekordot később az Arang and the Magistrate döntötte meg 2012 augusztusában. Japánban az NHK csatorna vetítette 2013 januárjától, a Fülöp-szigeteken pedig a GMA Network 2012 augusztusától. 2015-ben bekerült a Netflix kínálatába.

## Nézettség
A kék szín a legalacsonyabb, a piros a legmagasabb nézettséget jelöli.
| Epizód #    | Dátum             | Átlagos nézettség | Átlagos nézettség       | Átlagos nézettség | Átlagos nézettség       |
| Epizód #    | Dátum             | TNmS Ratings      | TNmS Ratings            | AGB Nielsen       | AGB Nielsen             |
| Epizód #    | Dátum             | Országszerte      | Szöuli Fővárosi Terület | Országszerte      | Szöuli Fővárosi Terület |
| ----------- | ----------------- | ----------------- | ----------------------- | ----------------- | ----------------------- |
| 1           | 2012. január 4.   | 15,0%             | 16,9%                   | 18,0%             | 19,7%                   |
| 2           | 2012. január 5.   | 17,3%             | 20,8%                   | 19,9%             | 22,2%                   |
| 3           | 2012. január 11.  | 19,4%             | 22,3%                   | 23,2%             | 26,1%                   |
| 4           | 2012. január 12.  | 20,6%             | 25,1%                   | 23,4%             | 26,0%                   |
| 5           | 2012. január 18.  | 21,6%             | 24,9%                   | 24,9%             | 28,3%                   |
| 6           | 2012. január 19.  | 25,9%             | 28,6%                   | 29,3%             | 32,9%                   |
| 7           | 2012. január 25.  | 25,5%             | 28,8%                   | 29,7%             | 33,8%                   |
| 8           | 2012. január 26.  | 26,2%             | 29,4%                   | 31,7%             | 35,3%                   |
| 9           | 2012. február 1.  | 28,4%             | 32,3%                   | 34,5%             | 38,9%                   |
| 10          | 2012. február 2.  | 30,5%             | 35,1%                   | 37,1%             | 40,5%                   |
| 11          | 2012. február 8.  | 34,3%             | 38,6%                   | 37,1%             | 41,7%                   |
| 12          | 2012. február 9.  | 33,7%             | 37,8%                   | 37,1%             | 40,8%                   |
| 13          | 2012. február 15. | 34,6%             | 39,3%                   | 38,4%             | 42,9%                   |
| 14          | 2012. február 16. | 37,2%             | 42,0%                   | 37,6%             | 42,1%                   |
| 15          | 2012. február 22. | 37,7%             | 42,6%                   | 39,1%             | 43,1%                   |
| 16          | 2012. február 23. | 39,8%             | 45,5%                   | 41,3%             | 46,1%                   |
| 17          | 2012. február 29. | 33,3%             | 36,1%                   | 36,0%             | 39,7%                   |
| 18          | 2012. március 1.  | 40,7%             | 47,0%                   | 41,2%             | 45,8%                   |
| Különkiadás | 2012. március 7.  | 24,7%             | 26,0%                   | 24,5%             | 26,9%                   |
| Különkiadás | 2012. március 8.  | 19,8%             | 21,7%                   | 19,2%             | 20,1%                   |
| 19          | 2012. március 14. | 38,9%             | 42,9%                   | 38,7%             | 41,8%                   |
| 20          | 2012. március 15. | 42,3%             | 46,5%                   | 42,2%             | 45,8%                   |
| Összátlag   | Összátlag         | 30,1%             | 34,1%                   | 33,0%             | 36,7%                   |

## Díjak és elismerések
| Év   | Díj                                              | Kategória                                          | Jelölt                       | Eredmény |
| ---- | ------------------------------------------------ | -------------------------------------------------- | ---------------------------- | -------- |
| 2012 | 48. Paeksang Arts Awards                         | Legjobb televíziós sorozat                         | Moon Embracing the Sun       | Elnyerte |
| 2012 | 48. Paeksang Arts Awards                         | Legjobb színész televíziós sorozatban              | Kim Szuhjon (Kim Soo-hyun)   | Elnyerte |
| 2012 | 48. Paeksang Arts Awards                         | Legjobb új színész televíziós sorozatban           | Jo Dzsingu (Yeo Jin-goo)     | Jelölve  |
| 2012 | 48. Paeksang Arts Awards                         | legjobb új színésznő televíziós sorozatban         | Kim Judzsong (Kim Yoo-jung)  | Jelölve  |
| 2012 | Mnet Asian Music Awards                          | Legjobb filmzene                                   | Back in Time – Lyn           | Jelölve  |
| 2012 | 18. Shanghai Television Festival Magnolia Awards | Ezüst Díj a legjobb külföldi televíziós sorozatnak | Moon Embracing the Sun       | Elnyerte |
| 2012 | MBC Drama Awards                                 | Az év sorozata                                     | Moon Embracing the Sun       | Elnyerte |
| 2012 | MBC Drama Awards                                 | Kiválóság-díj, színész minisorozatban              | Kim Szuhjon (Kim Soo-hyun)   | Elnyerte |
| 2012 | MBC Drama Awards                                 | Kiválóság-díj, színésznő minisorozatban            | Han Gain                     | Elnyerte |
| 2012 | MBC Drama Awards                                 | Legjobb gyerekszínész                              | Jo Dzsingu (Yeo Jin-goo)     | Elnyerte |
| 2012 | MBC Drama Awards                                 | Legjobb gyerekszínésznő                            | Kim Judzsong (Kim Yoo-jung)  | Elnyerte |
| 2012 | MBC Drama Awards                                 | Legjobb gyerekszínésznő                            | Kim Szohjon (Kim So-hyun)    | Elnyerte |
| 2012 | MBC Drama Awards                                 | Arany Színésznő-díj                                | Jang Migjong (Yang Mi-kyung) | Elnyerte |
| 2012 | MBC Drama Awards                                 | Az év forgatókönyvírója                            | Csin Szuvan (Jin Soo-wan)    | Elnyerte |
| 2012 | MBC Drama Awards                                 | Népszerűségi díj                                   | Kim Szuhjon (Kim Soo-hyun)   | Elnyerte |

## Fordítás
- Ez a szócikk részben vagy egészben  a   Moon Embracing the Sun című angol Wikipédia-szócikk fordításán alapul.  Az eredeti cikk szerkesztőit annak laptörténete sorolja fel. Ez a jelzés csupán a megfogalmazás eredetét és a szerzői jogokat jelzi, nem szolgál a cikkben szereplő információk forrásmegjelöléseként.